# ピアノ協奏曲第12番 (モーツァルト)
ピアノ協奏曲第12番 イ長調 K. 414 (385p) は、ヴォルフガング・アマデウス・モーツァルトが1782年に作曲したピアノ協奏曲。
第3楽章の別稿と考えられている『ピアノと管弦楽のためのロンド イ長調 K. 386』についても解説する。

## 概要
本作を作曲する前年、モーツァルトは雇い主であったザルツブルク大司教のヒエロニュムス・コロレド伯と訣別した。本作は、ウィーンに活動の拠点を移したモーツァルトが1782年の秋に作曲し、自ら主宰した予約演奏会で初演した3つのピアノ協奏曲（第11番、第12番、第13番）のうちのひとつで、3つのうちで最初に書かれたものであると考えられている。モーツァルトはそれまでピアノ協奏曲の分野から3年から5年ほど遠ざかっていたが、ウィーンにおける音楽活動の主柱となった予約演奏会によって、以後モーツァルトはピアノ協奏曲を継続的に作曲していった。本作の完成後に、同時に出版を考えて広告まで掲載されているが、実際の出版は1785年になってからのことだった。
3曲とも、自身の手紙では「易しすぎもせず、難しすぎもしない」と書かれていることから、一般の聴衆向け、あるいは楽譜の購入者への配慮が見られる。

## 楽器編成
独奏ピアノ、オーボエ2、ホルン2、弦五部。

## 曲の構成
全3楽章、演奏時間は約24分。作曲者によるカデンツァが残されている。
- 第1楽章 アレグロ
イ長調、4分の4拍子、協奏風ソナタ形式。
お使いのブラウザーでは、音声再生がサポートされていません。音声ファイルをダウンロードをお試しください。
- 第2楽章 アンダンテ
ニ長調、4分の3拍子、序奏部をもった二部形式（協奏風ソナタ形式）。
お使いのブラウザーでは、音声再生がサポートされていません。音声ファイルをダウンロードをお試しください。
第2楽章の主題は、1782年1月1日に亡くなったヨハン・クリスティアン・バッハのオペラ『心の磁石』（La calamita del cuori）序曲から採られたと考えられている。モーツァルトは同年4月10日付けの父レオポルトへの手紙で「音楽界にとっての損失」だと書いて彼の死を惜しんでおり、彼なりの追悼の表れだといわれている。
- 第3楽章 ロンドー：アレグレット
イ長調、4分の2拍子、ロンド形式。
お使いのブラウザーでは、音声再生がサポートされていません。音声ファイルをダウンロードをお試しください。
本作と同時期に作曲された『ピアノと管弦楽のためのロンド イ長調』（K. 386）は、同じ調性で書かれていることなどからこの第3楽章の別稿として作曲されたという説があるが、これについては諸説ある（下記）。

## ピアノと管弦楽のためのロンド イ長調 K. 386
ピアノと管弦楽のためのロンド イ長調 K. 386 は、ヴォルフガング・アマデウス・モーツァルトが1782年10月19日にウィーンで作曲した、ピアノと管弦楽のための作品。『コンサート・ロンド』とも表記される。

### 概要
作曲された日付はモーツァルト自身の手によって自筆譜に記されたものであり、これは第11番から第13番までのピアノ協奏曲を作曲した時期とほぼ同じであるが、生前には出版されず、楽譜の出版自体はモーツァルトが亡くなった後である。モーツァルトの死後、未亡人となった妻コンスタンツェは、ゲオルク・ニコラウス・ニッセンと共にモーツァルトの作品全集を出版するべくブライトコプフ・ウント・ヘルテル社と交渉するが上手くいかず、結果的にこのロンドの自筆譜は、1799年11月8日にヨハン・アントン・アンドレがモーツァルトのその他膨大な数の作品と共に買い取っている。しかし、アンドレがこのロンドの自筆譜を買い取った際には最後のページが欠落していたため、アンドレはこのロンドを出版せず、イギリスの作曲家であるウィリアム・スタンデール・ベネットへ売却した。その後、ベネットの作曲の師匠であるチプリアーニ・ポッターが、欠落した最後のページを補筆しピアノ独奏用に編曲したものが1838年にロンドンで出版されたため、その後しばらくはピアノ曲として広まることになったが、不運なことにその後、このロンドの自筆譜がバラバラにされ散逸してしまった。
ピアノ協奏曲の形としては、モーツァルトの研究で著名な音楽学者のアルフレート・アインシュタインが、その当時現存していた2ページ分（第136～171小節）の自筆譜と、ポッターによるピアノ独奏版を照らし合わせて編曲し直したものが1936年に出版されたことを皮切りに、イギリスの音楽学者であるアレクサンダー・ハイアット・キングが、1956年までにイギリスで6枚の自筆譜を発見し、これに加えてさらに1枚と断片が見つかった（第1～78、118～132、136～171小節）ため、これを基にオーストリアのピアニストであるパウル・バドゥラ＝スコダとオーストラリアの指揮者チャールズ・マッケラスが新たに校訂し直したものが、1963年に新モーツァルト全集として出版された。
さらに1980年には、イギリスの音楽学者であるアラン・タイソンが、大英博物館に保管されていたフランツ・クサーヴァー・ジュースマイヤーの手稿譜の中から、紛失したと思われていたこのロンドの最後のページを偶然発見し、これによってこのロンドの全容が明らかにされた。
ポッター編曲版を参考にしたアインシュタイン版による録音はアニー・フィッシャーとフェレンツ・フリッチャイによって録音された音源（1959年）などの古い録音で聴くことができ、また1980年に再発見された作曲者自身によるオリジナルの終結部はマレイ・ペライアやマルコム・ビルソンなどが録音した音源で聴くことができる。
アインシュタインはこのロンドを、ピアノ協奏曲第12番の第3楽章の別稿として作曲されたものと考えており、「モーツァルト全作品事典」を編纂したニール・ザスローもこの説を支持しているが、この曲がロンドだけで十分に完結していることや、自筆譜の最初のページにモーツァルト自身によってタイトルや日付が記されていること、また第12番が伴奏を弦楽四重奏でも演奏できるようにチェロとコントラバスを同一のパートにしているのに対し、このロンドではチェロが独立して書かれているため弦楽四重奏では演奏できないことなどから、タイソンはこのロンドを、当初は第12番の第3楽章にするつもりだったものの、最終的には独立した作品へ仕立てようとしたのではないかと推測している。
また、自筆譜も現在では再び各地に散らばっており、そのうち9ページ目（第155～171小節）が海老沢敏によって東京の日本モーツァルト研究所に保管されている。

### 曲の構成
アレグレット、イ長調、4分の3拍子、ロンド形式。演奏時間は約8分。